# Kristien Hoorens
Kristien Hoorens is een voormalig Belgisch volleybalster.

## Levensloop
Hoorens was bij Bell's Temse. In 1996 maakte ze de overstap naar Asterix Kieldrecht, waarmee ze in 1997-'98 zowel landskampioene als bekerwinnares werd. Na 2 seizoenen bij Asterix keerde ze in 1998 terug naar Bell's Temse.
Samen met Luc Van de Velde heeft ze een zoon (Robbe) die eveneens actief is het volleybal.